# Bielefelder Pass
Der Bielefelder Pass ist ein etwa 2,5 km langes Quertal des Teutoburger Waldes, das mit nur 120 m ü. NHN Scheitelhöhe der (gemessen an den Vorländern) tiefste Einschnitt dieses Kammgebirges ist. Als Durchlass wichtiger Verkehrswege wie der in den 1840er Jahren gebauten Stammstrecke der Köln-Mindener Eisenbahn-Gesellschaft trug er dazu bei, dass sich Bielefeld zur heute drittgrößten Stadt Westfalens nach Dortmund und Bochum entwickelte.

## Geografie

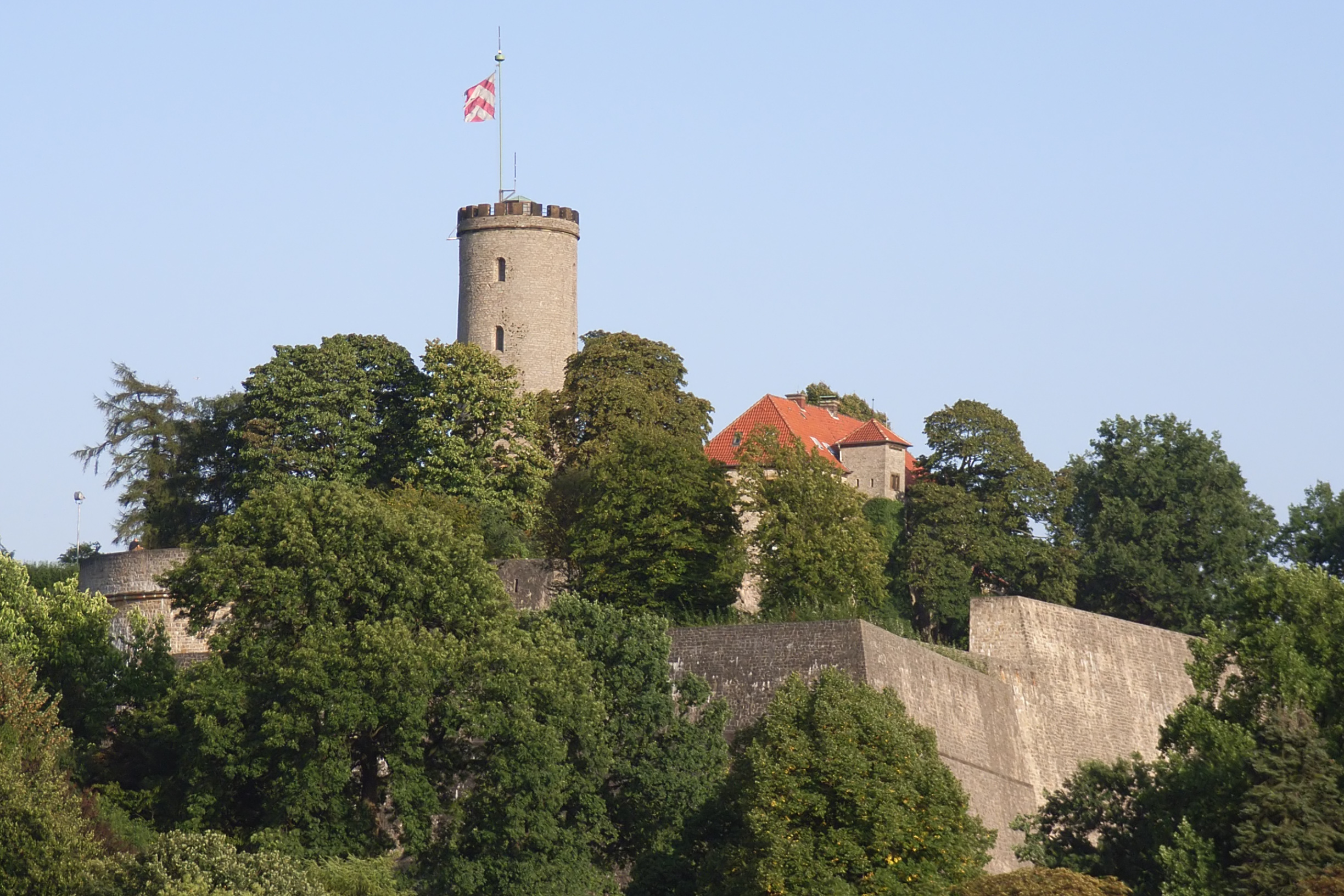
Sparrenburg, vom Bielefelder Pass aus gesehen

Der Bielefelder Pass verbindet das Ravensberger Hügelland im Nordosten, das auf drei Kilometern etwa 90 bis 120 Meter hoch gelegen ist, mit der Münsterschen Tieflandsbucht, die von durchschnittlich 140 Metern am Fuß des Gebirges auf 100 Meter in drei bis vier Kilometer Abstand abfällt. Der Talgrund liegt am höchsten in der Nähe des südlichen Ausganges. Von der hier entspringenden und natürlicherweise zur Ems fließenden Lutter wird schon seit dem Mittelalter Wasser in Richtung Nordosten abgezweigt.

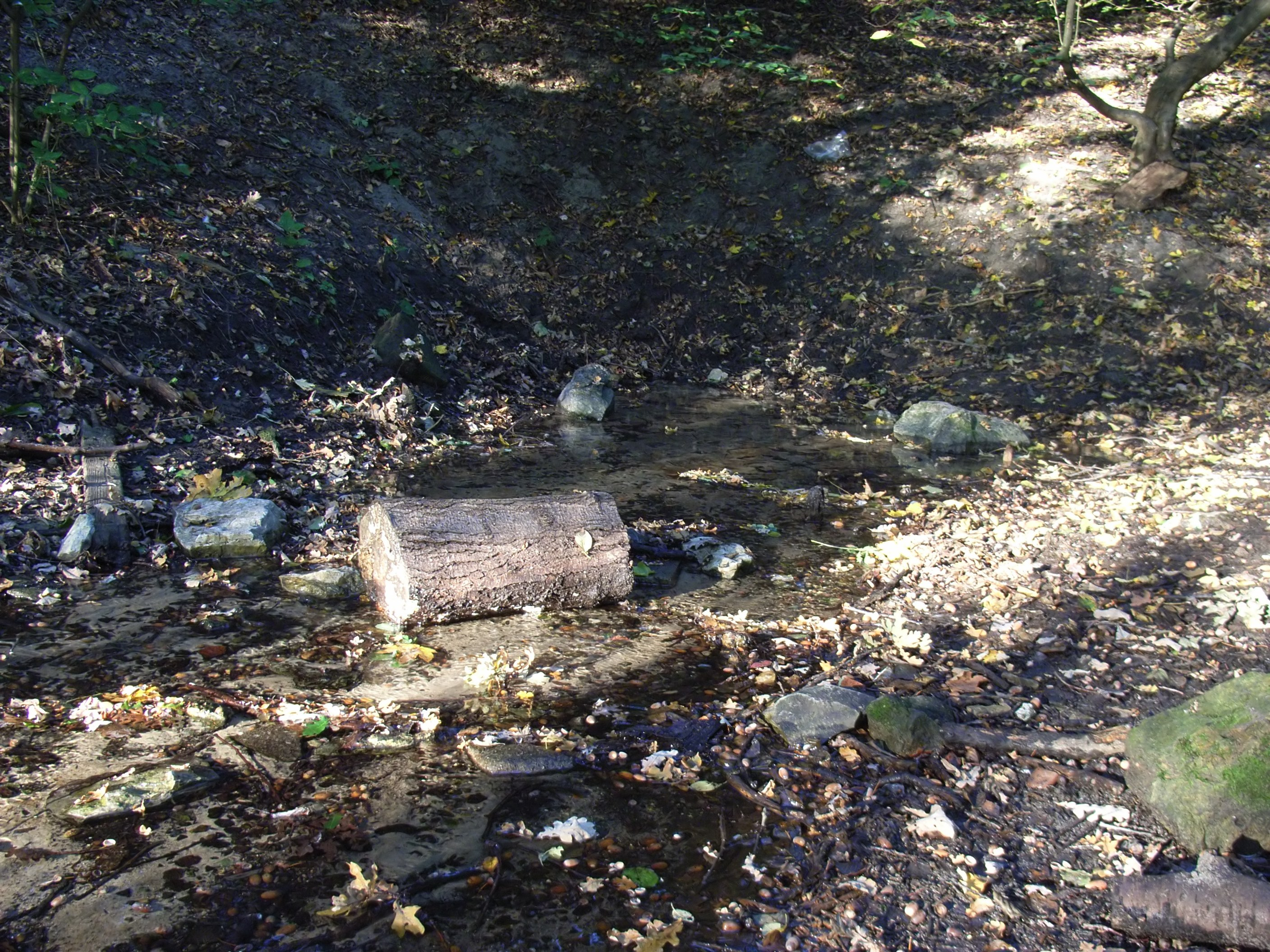
Lutterquelle

Die südöstliche Begrenzung bilden von Norden nach Süden der Sparrenberg mit der Sparrenburg, der Zionsberg mit der Kirche der v. Bodelschwinghschen Anstalten, im Volksmund Bethel genannt, und am Brackweder Ende der 213 m hohe Lönkert. Aus dem breiten Talbecken zwischen Zionsberg und Lönkert kommt der Bohnenbach, das ursprüngliche Gewässer (Alt-)Bielefelds, der sich im Talboden des Passes mit dem künstlichen östlichen Lauf der Lutter vereint. Die nordwestliche Begrenzung bilden am Nordende der 200 m hohe Johannisberg, der 248 m hohe Kahle Berg und der 220, am Kammende noch 212 m hohe Blömkeberg.

## Nutzungsgeschichte
Im Mittelalter wurde an der Straße durch den Pass Zoll erhoben; die Zollschranke hatte einen Schlagbaum mit Gitter, ein „Gatterbaum“, was dem seit dem 18. Jahrhundert entstandenen Dorf und heutigen Stadtteil Gadderbaum seinen Namen gab. Er befand sich in der Nähe des heutigen Bethelecks. Südwestlich der Schranke verzweigten sich die Wege fächerförmig, wobei die nach Halle (Westf.) führende Landstraße das Tal über den etwa 210 m ü. NHN hohen Sattel zwischen Blömkeberg und Jostberg verließ. An diesem Sattel befand sich zunächst das später nach Bielefeld verlegte Kloster (vgl. Klosterkirche St. Jodokus). Diese Schlingenstraße, die heute kein Verkehrsweg mehr ist und nur noch mit Mountainbikes befahren werden kann, verdankt ihren Namen den „Schlingen“, beschrankten Durchlässen durch mehrere Landwehren, mit denen die Zufahrt zum Bielefelder Pass gesichert war. Ein Rest des südlichen Teils des Wegefächers ist die Straße Lönkert in Brackwede.
Im 19. Jahrhundert wurden die alten, unbefestigten Landstraßen durch schnurgerade Chausseen ersetzt, die später zu Bundesstraßen wurden, im Pass die Artur-Ladebeck-Straße (bis zum Bau des Ostwestfalendammes B 61) entlang des südöstlichen Talrandes. Von größerer Bedeutung für den Fernverkehr war der Bau der 1847 fertiggestellten Stammstrecke der Köln-Mindener Eisenbahn-Gesellschaft. Als Teil dieser Bahnstrecke wurde im (gefällefreien) Scheitelbereich des Talbodens der Güterbahnhof Brackwede angelegt. Der sich nordöstlich anschließende Rest des Talgrundes, wo sich bis dahin die Bielefelder Bleichen befunden hatten, wurde gleichzeitig zum Industriegebiet. Heutzutage ist es überwiegend Firmengelände des Bielefelder Nahrungsmittelproduzenten Dr. Oetker, zu dem auch das Gebäude der Spinnerei Vorwärts gehört, einer der ersten großen Fabriken in Bielefeld. In den 1970er-Jahren wurde am teilweise steilen Hang nordwestlich der Eisenbahn die Carl-Severing-Straße durch den autobahnartigen Ostwestfalendamm ersetzt, die heutige B 61.
In den 1950er- und 1960er-Jahren war am Abhang des Blömkeberges oberhalb dieser Trasse die städtische Müllkippe, grundwasserkontaminierend und erdrutschgefährdet.